# Стефано Янні
Стефано Янні (італ. Stefano Ianni; нар. 31 січня 1981) — колишній італійський тенісист.
Найвищу одиночну позицію світового рейтингу — 300 місце досяг 11 червня 2007, парну — 118 місце — 6 травня 2013 року.

## Фінали ATP Челленджер і ITF Ф'ючерс

### Одиночний розряд: 14 (5–9)
| Легенда              |
| -------------------- |
| ATP Челленджер (0–0) |
| ITF Ф'ючерс (5–9)    |

| Фінали за покриттям |
| ------------------- |
| Тверде (1–1)        |
| Ґрунт (4–8)         |
| Трава (0–0)         |
| Килим (0–0)         |

| Результат | В-П | Дата     | Турнір                | Рівень  | Покриття | Суперник               | Рахунок            |
| --------- | --- | -------- | --------------------- | ------- | -------- | ---------------------- | ------------------ |
| Поразка   | 0–1 | Лип 2004 | Італія F17, Ареццо    | Ф'ючерс | Ґрунт    | Максімо Гонсалес       | 3–6, 3–6           |
| Поразка   | 0–2 | Вер 2004 | Швеція F2, Гетеборг   | Ф'ючерс | Тверде   | Юган Сеттерґрен        | 0–5 ret.           |
| Поразка   | 0–3 | Сер 2005 | Словаччина F1, Жиліна | Ф'ючерс | Ґрунт    | Ярослав Поспішил       | 6–2, 6–7(4–7), 4–6 |
| Поразка   | 0–4 | Сер 2006 | Литва F1, Вільнюс     | Ф'ючерс | Ґрунт    | Адам Веймелка          | 6–4, 6–7(7–9), 4–6 |
| Перемога  | 1–4 | Сер 2006 | Литва F2, Вільнюс     | Ф'ючерс | Ґрунт    | Андіс Юшка             | 7–5, 3–6, 6–3      |
| Поразка   | 1–5 | Бер 2007 | Хорватія F3, Пореч    | Ф'ючерс | Ґрунт    | В'єкослав Скедерович   | 2–6, 6–4, 3–6      |
| Перемога  | 2–5 | Тра 2007 | США F10, Орандж-Парк  | Ф'ючерс | Ґрунт    | Адріано Б'яселла       | 6–3, 1–6, 6–4      |
| Поразка   | 2–6 | Тра 2007 | США F11, Тампа        | Ф'ючерс | Ґрунт    | Віктор Естрелья Бургос | 2–6, 2–6           |
| Перемога  | 3–6 | Тра 2008 | Італія F11, Аоста     | Ф'ючерс | Ґрунт    | Гільєрмо Ормасабаль    | 3–6, 6–3, 6–4      |
| Перемога  | 4–6 | Сер 2008 | Литва F1, Вільнюс     | Ф'ючерс | Ґрунт    | Тім Ґорассон           | 2–6, 6–4, 6–4      |
| Перемога  | 5–6 | Жов 2009 | Італія F31, Неаполь   | Ф'ючерс | Тверде   | Андреа Фальгері        | 6–2, 6–3           |
| Поразка   | 5–7 | Січ 2010 | США F2, Голлівуд      | Ф'ючерс | Ґрунт    | Ерік Продон            | 4–6, 6–7(2–7)      |
| Поразка   | 5–8 | Тра 2010 | США F11, Орандж-Парк  | Ф'ючерс | Ґрунт    | Маттео Віола           | 2–6, 1–6           |
| Поразка   | 5–9 | Лип 2010 | Італія F17, Фано      | Ф'ючерс | Ґрунт    | Нікола Мектич          | 2–6, 0–6           |

### Парний розряд: 38 (22–16)
| Легенда              |
| -------------------- |
| ATP Челленджер (6–6) |
| ITF Ф'ючерс (16–10)  |

| Фінали за покриттям |
| ------------------- |
| Тверде (4–1)        |
| Ґрунт (18–15)       |
| Трава (0–0)         |
| Килим (0–0)         |

| Результат | В-П   | Дата     | Турнір                           | Рівень     | Покриття | Партнер                | Суперники                                     | Рахунок               |
| --------- | ----- | -------- | -------------------------------- | ---------- | -------- | ---------------------- | --------------------------------------------- | --------------------- |
| Перемога  | 1–0   | Лип 2004 | Данія F3, Lyngby                 | Ф'ючерс    | Ґрунт    | Барт Бекс              | Іоурі Барков Юго Паукку                       | 6–2, 6–1              |
| Поразка   | 1–1   | Сер 2004 | Італія F18, Фоліньйо             | Ф'ючерс    | Ґрунт    | Ісмар Горчич           | Стефано Моччі Джанкарло Петраццуоло           | 6–4, 6–7(6–8), 5–7    |
| Перемога  | 2–1   | Вер 2004 | Швеція F2, Гетеборг              | Ф'ючерс    | Тверде   | Фабіо Коланджело       | Ервін Елесковіч Пабло Фіґероа                 | 7–6(7–3), 6–1         |
| Поразка   | 2–2   | Бер 2005 | Італія F5, Катанія               | Ф'ючерс    | Ґрунт    | Йордан Канев           | Флавіо Чіполла Франческо Піккарі              | 3–6, 4–6              |
| Перемога  | 3–2   | Тра 2005 | Італія F11, Вальденго            | Ф'ючерс    | Ґрунт    | Марко Груньйола        | Маттія Ліврагі Джузеппе Менга                 | 6–2, 6–1              |
| Перемога  | 4–2   | Лис 2005 | США F29, Гонолулу                | Ф'ючерс    | Тверде   | Марко Груньйола        | Брендан Еванс Піт Строер                      | 1–6, 6–3, 7–6(7–4)    |
| Перемога  | 5–2   | Чер 2006 | Італія F18, Бассано-Брешіано     | Ф'ючерс    | Ґрунт    | Фабіо Коланджело       | Андрій Голубєв Денис Істомін                  | 6–4, 6–4              |
| Перемога  | 6–2   | Лип 2006 | Італія F20, Кастельфранко-Емілія | Ф'ючерс    | Ґрунт    | Альберто Джираудо      | Маттео Галлі Марко Гвальді                    | 6–3, 7–6(7–4)         |
| Перемога  | 7–2   | Тра 2007 | США F10, Орандж-Парк             | Ф'ючерс    | Ґрунт    | Адріано Б'яселла       | Колін Ебелтіт Клінтон Томсон                  | 4–6, 6–3, 7–6(7–5)    |
| Перемога  | 8–2   | Сер 2008 | Литва F1, Вільнюс                | Ф'ючерс    | Ґрунт    | Урос Віко              | Тім Ґорассон Томас Кроманн                    | 6–2, 6–3              |
| Поразка   | 8–3   | Сер 2008 | Литва F2, Вільнюс                | Ф'ючерс    | Ґрунт    | Лоран Бондац           | Фабіо Коланджело Урос Віко                    | 2–6, 4–6              |
| Поразка   | 8–4   | Січ 2009 | США F2, Голлівуд                 | Ф'ючерс    | Ґрунт    | Маттія Ліврагі         | Григор Димитров Тодор Енев                    | 1–6, 2–6              |
| Поразка   | 8–5   | Бер 2009 | Іспанія F10, Барселона           | Ф'ючерс    | Ґрунт    | Маттія Ліврагі         | Марк Форнель Местрес Герард Гранольєрс Пуйоль | 4–6, 6–3, [5–10]      |
| Поразка   | 8–6   | Тра 2009 | США F9, Віро-Біч                 | Ф'ючерс    | Ґрунт    | Андреа Фальгері        | Трет Г'юї Ґреґорі Уеллетт                     | 2–6, 2–6              |
| Перемога  | 9–6   | Лип 2009 | Сан-Бенедетто, Італія            | Челленджер | Ґрунт    | Крістіан Вільяґран     | Нільс Десайн Стефан Робер                     | 7–6(7–3), 1–6, [10–6] |
| Поразка   | 9–7   | Сер 2009 | Італія F21, Ла-Спеція            | Ф'ючерс    | Ґрунт    | Давіде Делла Томмасіна | Клаудіо Грассі Вальтер Трузенді               | 2–6, 6–4, [7–10]      |
| Перемога  | 10–7  | Вер 2009 | Італія F27, Сієна                | Ф'ючерс    | Ґрунт    | Маттео Воланте         | Мануель Джоркуера Михайло Васильєв            | 6–3, 6–4              |
| Поразка   | 10–8  | Жов 2009 | Італія F30, Куарту-Сант'Елена    | Ф'ючерс    | Тверде   | Урос Віко              | Оскар Буррієса-Лопес Хав'єр Марті             | 5–7, 4–6              |
| Перемога  | 11–8  | Жов 2009 | Італія F31, Неаполь              | Ф'ючерс    | Тверде   | Маттео Воланте         | Клаудіо Грассі Лука Ванні                     | 6–4, 1–6, [10–6]      |
| Перемога  | 12–8  | Січ 2010 | США F1, Плантейшен               | Ф'ючерс    | Ґрунт    | Денісс Павловс         | Маркус Ф'юґейт Тімоті Ніллі                   | 6–2, 6–2              |
| Перемога  | 13–8  | Січ 2010 | США F2, Голлівуд                 | Ф'ючерс    | Ґрунт    | Маттео Віола           | Арно Бругес Даві Віктор Естрелья Бургос       | 6–7(1–7), 6–1, [10–7] |
| Поразка   | 13–9  | Січ 2010 | США F3, Тамарак                  | Ф'ючерс    | Ґрунт    | Маттео Віола           | Кетелін-Йонуц Гард Крістіан Ґевара            | 6–2, 4–6, [6–10]      |
| Поразка   | 13–10 | Чер 2010 | Італія F11, Бергамо              | Ф'ючерс    | Ґрунт    | Маттео Воланте         | Алессандро Джаннессі Фредерік Нільсен         | 4–6, 6–7(3–7)         |
| Перемога  | 14–10 | Лип 2010 | Італія F17, Фано                 | Ф'ючерс    | Ґрунт    | Клаудіо Грассі         | Александрос Якуповіч Макс Радічніґґ           | 6–3, 7–5              |
| Перемога  | 15–10 | Лип 2011 | Італія F19, Фано                 | Ф'ючерс    | Ґрунт    | Лука Ванні             | Сесар Рамірес Німа Рошан                      | 6–7(2–7), 6–3, [10–6] |
| Поразка   | 15–11 | Сер 2011 | Трані, Італія                    | Челленджер | Ґрунт    | Джуліо Ді Мео          | Хорхе Агілар Андрес Мольтені                  | 4–6, 4–6              |
| Перемога  | 16–11 | Сер 2011 | Італія F22, Апп'яно-Джентіле     | Ф'ючерс    | Ґрунт    | Алессандро Джаннессі   | Андрес Мольтені Марко Трунгелліті             | 6–2, 6–0              |
| Перемога  | 17–11 | Сер 2011 | Сан-Себастьян, Іспанія           | Челленджер | Ґрунт    | Сімоне Ваньйоцці       | Даніель Хімено-Травер Ісраель Севілья         | 6–3, 6–4              |
| Перемога  | 18–11 | Вер 2011 | Тоді, Італія                     | Челленджер | Ґрунт    | Лука Ванні             | Мартін Фішер Алессандро Мотті                 | 6–4, 1–6, [11–9]      |
| Поразка   | 18–12 | Чер 2012 | Монца, Італія                    | Челленджер | Ґрунт    | Теймураз Габашвілі     | Андрій Голубєв Юрій Щукін                     | 6–7(4–7), 7–5, [7–10] |
| Перемога  | 19–12 | Чер 2012 | Італія F14, Бусто-Арсіціо        | Ф'ючерс    | Ґрунт    | Вальтер Трузенді       | Антоніо Компорто Борис Пашанскі               | 6–3, 6–3              |
| Поразка   | 19–13 | Лип 2012 | Сан-Бенедетто, Італія            | Челленджер | Ґрунт    | Джанлука Назо          | Брайден Клейн Дейн Проподжія                  | 6–3, 4–6, [10–12]     |
| Перемога  | 20–13 | Лип 2012 | Орбетелло, Італія                | Челленджер | Ґрунт    | Дейн Проподжія         | Алессіо ді Мауро Сімоне Ваньйоцці             | 6–3, 6–2              |
| Поразка   | 20–14 | Сер 2012 | Сан-Марино, Сан-Марино           | Челленджер | Ґрунт    | Маттео Віола           | Лукаш Длоуги Міхал Мертиняк                   | 6–2, 6–7(3–7), [9–11] |
| Перемога  | 21–14 | Сер 2012 | Сеговія, Іспанія                 | Челленджер | Тверде   | Флорін Мерджа          | Костянтин Кравчук Ніколаус Мозер              | 6–2, 6–3              |
| Поразка   | 21–15 | Кві 2013 | Барранкілья, Колумбія            | Челленджер | Ґрунт    | Фабіано де Паула       | Факундо Баньїс Федеріко Дельбоніс             | 3–6, 5–7              |
| Перемога  | 22–15 | Тра 2013 | Неаполь, Італія                  | Челленджер | Ґрунт    | Потіто Стараче         | Андрій Голубєв Алессандро Джаннессі           | 6–1, 6–3              |
| Поразка   | 22–16 | Вер 2013 | Комо, Італія                     | Челленджер | Ґрунт    | Марко Груньйола        | Раміз Джунейд Ігор Зеленай                    | 5–7, 6–7(2–7)         |